# Baltik
Baltik var en svensk musikgrupp. Bandet var en supergrupp bildad av producenten Anders Henriksson och bestod av såväl svenska som brittiska musiker.
Medlemmar i detta band var John Gustafson (sång, bas), Beverly Glenn (sång), Tomas Ledin (sång, gitarr), David Garriock (sång, percussion), Claes Janson (sång, percussion), Karin Stigmark (sång, percussion), Janne Schaffer (gitarr), Bengt Dahlén (gitarr), Anders Nordh (gitarr), Adrian Moar (gitarr), Björn J:son Lindh (keyboards, flöjt), Anders Henriksson (keyboards, sång, percussion), Jan Bandel (vibrafon, percussion), Göran Lagerberg (bas), Mike Watson (bas), Malando Gassama (percussion), Ola Brunkert (trummor), Charlotte Hedlund (sång), Claes Dieden (sång) och Paul Sundlin (sång). År 1973 utgavs albumet Baltik (CBS S65581).